# 叶齿金绿泥蜂
叶齿金绿泥蜂（学名：Chlorion lobatum），泥蜂科绿泥蜂属的模式种，分布于亚洲和非洲的热带地区。
在中国，本种于2023年被收录入《有重要生态、科学、社会价值的陆生野生动物名录》。